# NGC 179
NGC 179 é uma galáxia elíptica (E-S0) localizada na direcção da constelação de Cetus. Possui uma declinação de -17° 51' 00" e uma ascensão recta de 0 horas, 37 minutos e 46,3 segundos.
A galáxia NGC 179 foi descoberta em 1886 por Frank Leavenworth.